# Narcissus ponsii-sorollae
Narcissus ponsii-sorollae är en amaryllisväxtart som beskrevs av Francisco Javier Fernández Casas. Narcissus ponsii-sorollae ingår i släktet narcisser, och familjen amaryllisväxter.
Artens utbredningsområde är Spanien. Inga underarter finns listade i Catalogue of Life.